# مشاجره

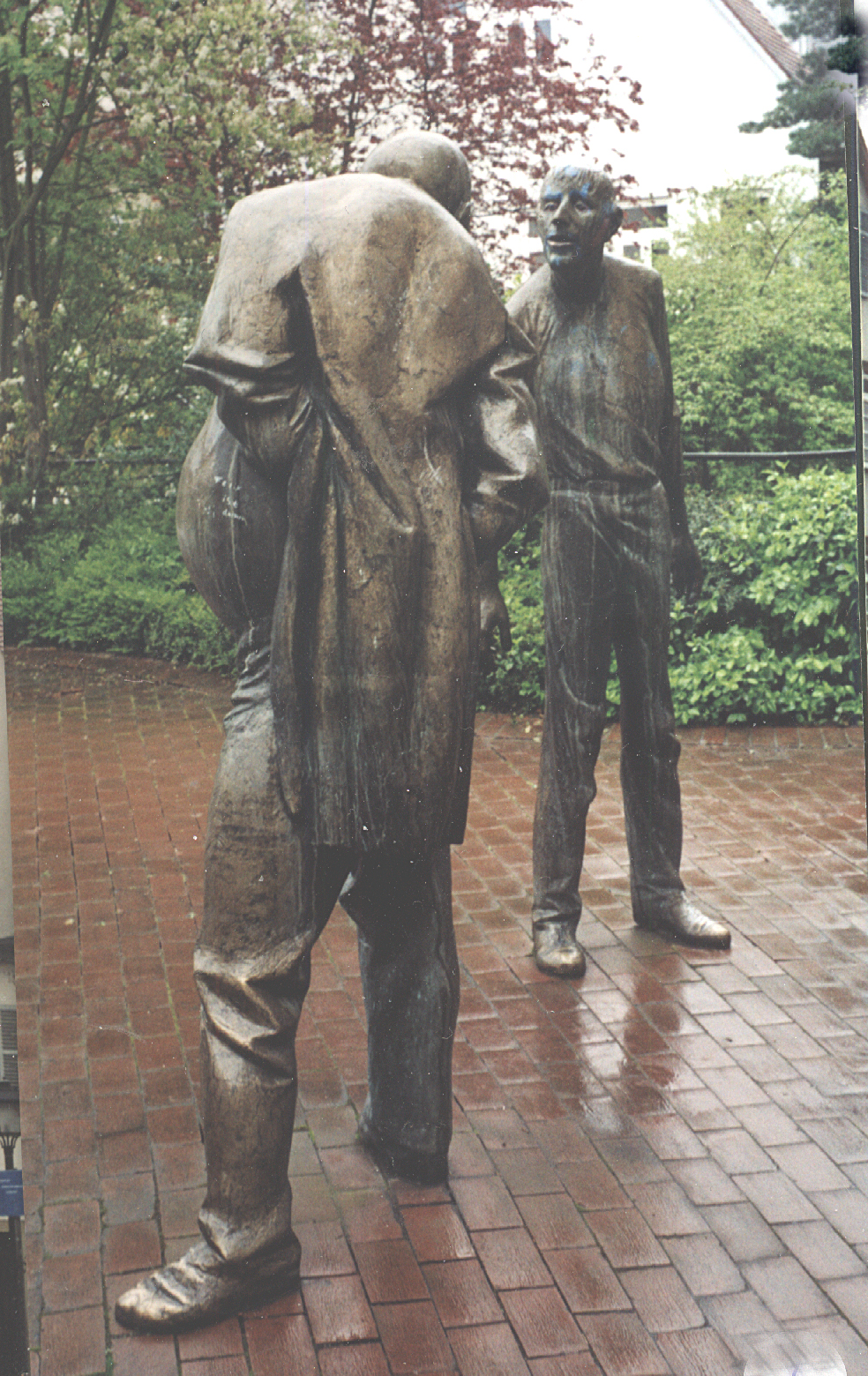
مشاجره، اثر کارل-هنینگ سیمان.

مُشاجره (به انگلیسی: controversy)، مُناقشه یا جنجال، حالتی از مناظره یا نزاع عمومیِ دیرپاست که اغلب به موضوع، عقیده یا نظرگاهی متناقض مربوط می‌شود. پرکاربردترین مسائل مشاجره‌آمیز، در موضوع‌ها یا حوزه‌های مربوط به سیاست، دین، فلسفه، فرزندآوری و پرورش فرزند و جنس هستند. تاریخ هم بحث‌انگیز است. مسائل کمتر مشاجره‌آمیز می‌تواند شامل: علم اقتصاد، علم، دانش مالی، فرهنگ، آموزش و پرورش، نیروی نظامی، جامعه، ستاره‌ها، سازمان‌ها، رسانه‌های گروهی، سالخوردگی، جنسیت و نژاد باشد. این مسائل جنجالی، می‌توانند استعداد ایجاد تفرقه در جامعه‌ای معین را افزایش دهند. چراکه می‌توانند به تنش و ایجاد سوءنیت منجر شوند و در نتیجه، پرداختن به آن‌ها در فرهنگی به خصوص، تابو باشد.